# 153-й гвардейский истребительный авиационный полк
153-й гвардейский истребительный авиационный Сандомирский орденов Богдана Хмельницкого и Александра Невского полк (153-й гв. иап) — воинская часть Военно-Воздушных сил (ВВС) Вооружённых Сил РККА, принимавшая участие в боевых действиях Великой Отечественной войны.

## Наименования полка
- 516-й истребительный авиационный полк;
- 153-й гвардейский истребительный авиационный полк;
- 153-й гвардейский Сандомирский истребительный авиационный полк;
- 153-й гвардейский Сандомирский ордена Александра Невского истребительный авиационный полк;
- 153-й гвардейский Сандомирский орденов Богдана Хмельницкого и Александра Невского истребительный авиационный полк;
- Войсковая часть (Полевая почта) 21833

## Создание полка
153-й гвардейский истребительный авиационный полк образован 5 февраля 1944 года путём преобразования из 516-го истребительного авиационного полка в гвардейский за образцовое выполнение боевых задач и проявленные при этом мужество и героизм на основании Приказа НКО СССР.

## Расформирование полка
153-й гвардейский истребительный авиационный Сандомирский орденов Богдана Хмельницкого и Александра Невского полк 20 марта 1947 года расформирован в составе 12-й гвардейской истребительной авиационной дивизии 2-й воздушной армии Центральной группы войск.

## В действующей армии
В составе действующей армии:
- с 5 февраля 1944 года по 11 мая 1945 года

## Командиры полка
- майор Тепляков Вакх Петрович[6] (23 сентября 1941 — апрель 1942)
- подполковник Семёнов Дмитрий Афанасьевич[6] (23 апреля 1942 — 6 ноября 1942)
- майор Талдыкин Иван Гордеевич[6] (17 декабря 1942 — 3 мая 1943)
- майор Мочалин Александр Иванович[6] (13 мая 1943 — 3 декабря 1943)
- майор Матиенко Пётр Андреевич (погиб)[6] (8 декабря 1943 — 15 октября 1944)
- майор Лошак Николай Исакович[6] (16 октября 1944 — 31 декабря 1945)

## В составе соединений и объединений
| Период        | Фронт (округ)            | армия               | корпус                                       | дивизия                                             | примечание                       |
| ------------- | ------------------------ | ------------------- | -------------------------------------------- | --------------------------------------------------- | -------------------------------- |
| 20.10.1943 г. | 2-й Украинский фронт     | 5-я воздушная армия | 1-й штурмовой авиационный корпус             | 203-я истребительная авиационная дивизия            | Як-1                             |
| 05.02.1944 г. | 2-й Украинский фронт     | 5-я воздушная армия | 1-й гвардейский штурмовой авиационный корпус | 12-я гвардейская истребительная авиационная дивизия | Як-1, Як-7Б, Як-9                |
| 08.07.1944 г. | 1-й Украинский фронт     | 2-я воздушная армия | 1-й гвардейский штурмовой авиационный корпус | 12-я гвардейская истребительная авиационная дивизия | Як-1, Як-7Б, Як-9                |
| 11.05.1945 г. | 1-й Украинский фронт     | 2-я воздушная армия | 1-й гвардейский штурмовой авиационный корпус | 12-я гвардейская истребительная авиационная дивизия | Як-1, Як-7Б, Як-9                |
| 10.06.1945 г. | Центральная группа войск | 2-я воздушная армия | 1-й гвардейский штурмовой авиационный корпус | 12-я гвардейская истребительная авиационная дивизия | Як-1, Як-7Б, Як-9                |
| 24.08.1945 г. | Центральная группа войск | 2-я воздушная армия | 5-й истребительный авиационный корпус        | 12-я гвардейская истребительная авиационная дивизия | Як-1, Як-7Б, Як-9                |
| 20.03.1947 г. | Центральная группа войск | 2-я воздушная армия | 5-й истребительный авиационный корпус        | 12-я гвардейская истребительная авиационная дивизия | расформирован; Як-1, Як-7Б, Як-9 |

## Участие в сражениях и битвах
- Корсунь-Шевченковская операция — с 5 февраля 1944 года по 17 февраля 1944 года.
- Уманско-Ботошанская операция — с 5 марта 1944 года по 17 апреля 1944 года.
- Львовско-Сандомирская операция — с 13 июля 1944 года по 29 августа 1944 года.
- Карпатско-Дуклинская операция — с 8 сентября 1944 года по 28 октября 1944 года.
- Сандомирско-Силезская операция — с 12 января 1945 года по 3 февраля 1945 года.
- Нижне-Силезская наступательная операция — с 8 февраля 1945 года по 24 февраля 1945 года
- Верхне-Силезская наступательная операция — с 15 марта 1945 года по 31 марта 1945 года
- Берлинская наступательная операция — с 16 апреля 1945 года по 8 мая 1945 года
- Пражская операция — с 6 мая 1945 года по 11 мая 1945 года

## Почётные наименования
153-му гвардейскому истребительному авиационному полку 1 сентября 1944 года за отличие в боях при форсировании реки Висла и за овладение городом Сандомир приказом ВГК присвоено почётное наименование «Сандомирский».

## Награды
- 153-й гвардейский Сандомирский истребительный авиационный полк 5 апреля 1945 года за образцовое выполнение боевых заданий командования в боях с немецкими захватчиками при овладении городами Сосновец, Бендзин, Домброва Гурне, Челядзь и Мысловице и проявленные при этом доблесть и мужество Указом Президиума Верховного Совета СССР[8] награждён орденом Александра Невского.
- 153-й гвардейский Сандомирский ордена Александра Невского истребительный авиационный полк 26 апреля 1945 года за образцовое выполнение боевых заданий командования в боях при прорыве обороны немцев и разгроме войск противника юго- западнее Оппельна и проявленные при этом доблесть и мужествоо Указом Президиума Верховного Совета СССР[9] награждён орденом Богдана Хмельницкого II степени.

## Благодарности Верховного Главнокомандования
Верховным Главнокомандующим объявлены благодарности:
- За овладение городом Сандомир и за овладение сандомирским плацдармом[10]
- За овладение городами Ченстохова, Пшедбуж и Радомско[11]
- За овладение городом Гинденбург[12]
- За овладение в Домбровском угольном районе городами Катовице, Семяновиц, Крулевска Гута (Кенигсхютте), Миколув (Николаи) и в Силезии городом Беутен[13]
- За разгром окружённой группировки противника юго-западнее Оппельна и овладении в Силезии городами Нойштадт, Козель, Штейнау, Зюльц, Краппитц, Обер-Глогау, Фалькенберг[14]

## Отличившиеся воины полка
- Андрианов Илья Филиппович, капитан, командир эскадрильи 153-го гвардейского истребительного авиационного полка 12-й гвардейской истребительной авиационной дивизии 1-го гвардейского штурмового авиационного корпуса 5-й воздушной армии 19 августа 1944 года Указом Президиума Верховного Совета СССР удостоен звания Герой Советского Союза. Золотая Звезда № 4276.
- Гнездилов Иван Фёдорович, старший лейтенант, заместитель командира эскадрильи 153-го гвардейского истребительного авиационного полка 12-й гвардейской истребительной авиационной дивизии 1-го гвардейского штурмового авиационного корпуса 5-й воздушной армии 19 августа 1944 года Указом Президиума Верховного Совета СССР удостоен звания Герой Советского Союза. Золотая Звезда № 4279.
- Гришин Алексей Никонович, капитан, командир эскадрильи 153-го гвардейского истребительного авиационного полка 12-й гвардейской истребительной авиационной дивизии 1-го гвардейского штурмового авиационного корпуса 2-й воздушной армии 27 июня 1945 года Указом Президиума Верховного Совета СССР удостоен звания Герой Советского Союза. Золотая Звезда № 4822.
- Токаренко Михаил Кузьмич, капитан, штурман 153-го гвардейского истребительного авиационного полка 12-й гвардейской истребительной авиационной дивизии 1-го гвардейского штурмового авиационного корпуса 2-й воздушной армии 10 апреля 1945 года Указом Президиума Верховного Совета СССР удостоен звания Герой Советского Союза. Золотая Звезда № 6086.
- Харчистов Виктор Владимирович, капитан, командир эскадрильи 153-го гвардейского истребительного авиационного полка 12-й гвардейской истребительной авиационной дивизии 1-го гвардейского штурмового авиационного корпуса 2-й воздушной армии 27 июня 1945 года Указом Президиума Верховного Совета СССР удостоен звания Герой Советского Союза. Золотая Звезда № 4840.
- Чудбин Леонид Сергеевич, старший лейтенант, заместитель командира эскадрильи 153-го гвардейского истребительного авиационного полка 12-й гвардейской истребительной авиационной дивизии 1-го гвардейского штурмового авиационного корпуса 2-й воздушной армии 10 апреля 1945 года Указом Президиума Верховного Совета СССР удостоен звания Герой Советского Союза. Золотая Звезда № 6087.
- Матиенко Пётр Андреевич, майор, командир полка, Указом Президиума Верховного Совета СССР 4 февраля 1944 года удостоен звания Герой Советского Союза будучи штурманом 270-го истребительного авиационного полка 203-й истребительной авиационной дивизии 1-го штурмового авиационного корпуса 5-й воздушной армии. Золотая Звезда № 1465.

## Статистика боевых действий
Всего за годы Великой Отечественной войны полком:
| Выполнено боевых вылетов | Сбито самолётов в воздухе | Уничтожено самолётов всего |
| ------------------------ | ------------------------- | -------------------------- |
| 8790                     | 302                       | 302                        |

Свои потери:
| Потеряно самолётов, всего | Погибло лётчиков всего | Погибло лётчиков в воздушных боях | Не вернулись с боевого задания | Погибло при налётах и прочие небоевые потери | Погибло в авиакатастрофах и умерло от ран |
| ------------------------- | ---------------------- | --------------------------------- | ------------------------------ | -------------------------------------------- | ----------------------------------------- |
| 145                       | 79                     | 34                                | 22                             | 9                                            | 14                                        |

## Базирование полка
| Период            | Место базирования      |
| ----------------- | ---------------------- |
| 05.1945 — 07.1945 | Прага, Чехословакия    |
| 07.1945 — 06.1946 | Тапольца, Венгрия      |
| 06.1946 — 03.1947 | Секешфехервар, Венгрия |

## Самолёты на вооружении
| Период      | Самолёты |
| ----------- | -------- |
| 1941 — 1947 | Як-1     |
| 1944 — 1947 | Як-7Б    |
| 1944 — 1947 | Як-9     |